# Das Unnennbare

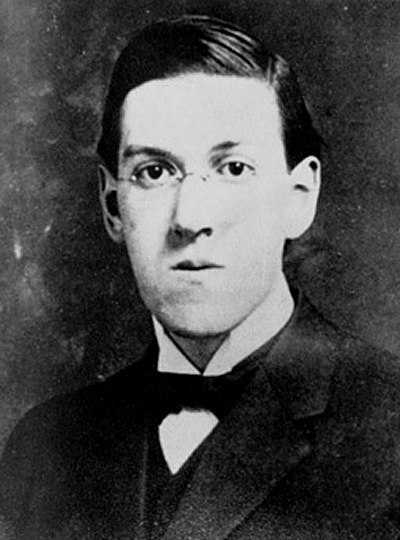
H. P. Lovecraft, Fotografie aus dem Jahre 1915

Das Unnennbare (Originaltitel: The Unnamable) ist der Titel einer phantastischen Horrorgeschichte von H. P. Lovecraft, die er im September 1923 schrieb und im Juli 1925 in der Zeitschrift Weird Tales veröffentlichte. 1943 wurde sie in den Sammelband Beyond the Wall of Sleep des Verlags Arkham House aufgenommen.
Eine deutsche Übersetzung von Michael Walter erschien 1982 im 71. Band der Phantastischen Bibliothek des Suhrkamp Verlags.
Es handelt sich um das zweite Werk um die autobiographisch inspirierte Figur Randolph Carter.
In der überwiegend als Dialog gestalteten Geschichte dient sie als Sprachrohr ästhetischer Theorien Lovecrafts, die Carter mit einem Freund auf einem Friedhof austauscht, bis es zu einer Begegnung mit einem Monstrum kommt.

## Inhalt
Der Ich-Erzähler Randolph Carter und sein Freund Joel Manton sitzen auf einem verfallenen Grab aus dem 17. Jahrhundert, das sich auf einem Friedhof der neuenglischen Stadt Arkham befindet, und unterhalten sich über das „Unnennbare“. Neben ihnen steht ein verlassenes Haus mit bröckelnder Fassade. Eine riesige Weide betrachtend, bemerkt Carter, dass deren Wurzeln dem Boden wohl „unaussprechliche Nahrung“ entziehen würden, woraus sich ein Disput entwickelt, der die unterschiedlichen Sichtweisen der beiden verdeutlicht.
Während Carter glaubt, gewisse grauenvolle Dinge würden sich nicht aussprechen lassen und dies in seinen Erzählungen dadurch andeutet, dass er die Figuren am Ende oft sprachlich überfordert zurücklässt, lehnt Manton, Rektor einer Schule des Ortes, die Vorstellung „unnennbarer“ Dinge ab. Da alles über die fünf Sinne oder religiösen Eingebungen bekannt sei, müsse es auch deutlich darstellbar sein. Lediglich empirische Erfahrungen haben für ihn ästhetische Bedeutung, weswegen man Mystisches meiden solle. Der Künstler dürfe nicht versuchen, starke Emotionen zu wecken und müsse sich darauf beschränken, alltägliche Dinge akkurat zu beschreiben.
Carter wähnt sich seiner Sache sicher, zumal er weiß, dass Manton trotz seines vordergründigen Wirklichkeitssinns doch an gewisse übernatürliche Dinge glaubt und beharrt darauf, dass gerade Friedhöfe von der „unkörperlichen Intelligenz von Generationen geradezu wimmelten.“
Die beklemmende Atmosphäre des langsam in die Dämmerung sinkenden Ortes nutzend, spricht er von „schrecklichem Beweismaterial“, das er in einer Erzählung verarbeitet habe und das bis ins 17. Jahrhundert zurückreiche. Es geht um ein monströses Wesen, das Cotton Mather in seiner „Magnalia Christi Americana“ erwähnte („mehr als ein Vieh, aber weniger als ein Mensch“). Beängstigende Details finden sich in dem Tagebuch eines Vorfahren Carters, das er in der Nähe gefunden und für seine Erzählung genutzt hat. In ihm wird die Aussage eines Zeugen beschrieben, der das Monstrum in der Nähe des Ortes, an dem sie sich gerade befinden, gesehen haben will. Vieles deutet darauf hin, dass es sich damals in einem alten Haus mit Mansardenfenstern aufhielt, dessen Tür nach dem Tod des Eigentümers für einen langen Zeitraum nicht geöffnet wurde.
Manton, merklich stiller geworden, räumt zwar ein, das Monstrum habe wohl existiert; es sei aber nicht unnennbar gewesen. Carter erwidert, dass er selbst das Haus entdeckt, untersucht und monströse Knochen darin gefunden habe, und schockiert den nun neugierigen Manton mit der Bemerkung: „Du hast es gesehen – bis zum Dunkelwerden.“ Manton gibt einen würgenden Laut von sich, und wie als Antwort hören die beiden, wie ein Fenster des nahegelegenen Hauses knarrend geöffnet wird. Aus dieser Richtung erfasst sie ein kalter Luftzug, und im nächsten Moment werden sie von einer unsichtbaren Macht zu Boden geworfen, verlieren das Bewusstsein und wachen erst im Krankenhaus wieder auf. Manton ist schwerer verletzt als Carter und muss den Vorfall besser beobachtet haben, den er gegenüber den Ärzten geheim hält. Dem wissbegierigen Carter hingegen erzählt er von einem gelatinösen Wesen, das doch „tausend unerinnerbare Schreckensgestalten“ hatte, um schließlich zuzugeben: „Carter, es war das Unnennbare!“

## Hintergrund
Da der Vorname „Randolph“ nicht genannt wird, betrachteten einige Interpreten Das Unnennbare nicht als Teil der anderen Carter-Geschichten. Die Zweifel an der Identität des Ich-Erzählers werden indes durch einen Hinweis aus der Erzählung Der silberne Schlüssel ausgeräumt, in der Lovecraft die Entwicklung der philosophischen Überzeugungen Carters über einen langen Zeitraum darstellt und dies mit den zwei vorhergehenden Geschichten verbindet. So verweist er auf Harley Warren, der in ihr als „Mann, der im Süden lebte“ beschrieben wird und den er sieben Jahre begleitete, bis es zu dem grauenvollen Ende auf dem Friedhof kam. Als er nach Arkham zurückkehrte, machte er „inmitten der altersgrauen Weiden und schwankenden Walmdächer“ schlimme Erfahrungen und versiegelte daraufhin Seiten „im Tagebuch eines verrückt geworden Vorfahren“.
Die Kurzgeschichte enthält satirische Elemente und lässt den Zynismus des geschätzten Ambrose Bierce sowie Einflüsse des walisischen Schriftstellers Arthur Machen erkennen. Lovecraft hatte Bierce – neben Lord Dunsany – im Jahre 1919 entdeckt, während er Arthur Machen erst 1923 las.
Stellenweise erinnert sie an einen fiktionalisierten Essay, in dem Lovecraft seine eigene Literaturtheorie entwickelt und verteidigt, was sich ähnlich in den Kurzgeschichten The Premature Burial und The Imp of the Perverse seines Vorbildes Edgar Allan Poe findet.
Ein weiteres Element ist das Unheimliche der Landschaft, das bereits in der Horrorgeschichte Das Bild im Haus anklang und im späteren Werk Lovecrafts einen dominierenden Topos bildet.
Obgleich die Geschehnisse in Arkham angesiedelt sind, ist das Vorbild für den Friedhof mit dem unheimlichen Baum, dessen Stamm „beinahe ganz eine uralte, unleserliche Platte verschlungen hatte“, der Charter Street Burying Ground in Salem, auf dem sich auch heute noch eine Grabplatte befindet, die von den Wurzeln einer Weide überwachsen ist.
Mit der Figur des Joel Manton porträtierte der die Dekadenzästhetik vertretende Lovecraft seinen Freund Maurice W. Moe, Lehrer an der West Division High-School in Milwaukee, mit dem er häufig über religiöse Fragen stritt. Neben Alfred Galpin gehörte er zum Korrespondenzzirkel „Gallomo“, in dem Lovecraft am 11. Dezember 1919 eine Traumgeschichte vorgestellt hatte, aus der etwas später seine erste Carter-Erzählung entstand.
Die widersprüchlichen Äußerungen Mantons, der einerseits die Extravaganz phantastischer Erzählungen verwirft, andererseits „viel umfassender an das Übernatürliche“ glaubt als Carter, können als Spitze gegen die Religiosität Moes betrachtet werden. Wer an Gott und die Auferstehung Jesu glaube, könne die Darstellung übernatürlicher Vorgänge nicht überzeugend ablehnen.
In Mantons Worten klingen einige der typischen Einwände gegen die unheimliche Phantastik wider – Absurdität der Handlung und Eskapismus –, die Lovecraft vermutlich häufiger zu hören bekam und auf die er mit rechtfertigenden Theorien reagierte. So war er in drei Essays („In Defence of Dagon“) bereits 1921 auf Kritik des „Transatlantic Circulators“ eingegangen, einer Gruppe von Journalisten und Amateurschriftstellern, hatte die phantastische Literatur gerechtfertigt und eine Theorie des Übernatürlichen entworfen.